# Elena María Alurralde
Elena María Alurralde (o María Elena) fue una patriota de la independencia argentina nacida en Tucumán.

## Biografía
Elena María Alurralde nació en San Miguel de Tucumán, hija de Miguel de Alurralde Vera y Aragón (1722-1784) y de María Josefa de Villagrán.
En 1774 se casó con el doctor Juan José de las Muñecas. Uno de sus hijos fue el clérigo Ildefonso Escolástico de las Muñecas.
Enviudó al poco tiempo y en 1782 se casó en segundas nupcias con el vizcaíno José Ignacio de Garmendia, coronel jefe del regimiento voluntarios de Tucumán, regidor y alférez real, descendiente de Francisco de Aguirre. Al producirse la Revolución de Mayo, pese a que su esposo era realista, adhirió decididamente al movimiento emancipador y fue "acusada" de haber convencido e instigado a su hijo Ildefonso de las Muñecas a sumarse a la revolución y por ende, al sacrificio, ya que fue fusilado en 1816.
Pocas horas antes de la batalla de Tucumán, el comandante realista general Pío Tristán envió un mensaje a su amigo Garmendia en el cual, tras darle certezas de una inminente victoria, le pedía que lo esperase con el baño y el almuerzo dispuesto. Cuando Garmendía lo mostró a su esposa y le advirtió que era necesario obsequiar debidamente a su amigo, Elena María Alurralde le respondió que faltaba una cosa que también había que preparar con cuidado: "una horca cuya cuerda y dogal fueran trenzados con el cabello de las damas tucumanas para los godos".
El 13 de diciembre de 1817, años después de lo que se convirtió en una de las victorias patriotas más decisivas de la guerra de independencia, sus tres hijas contraían enlace en Tucumán con el general Francisco Antonio Pinto, futuro presidente de Chile, el coronel Gerónimo Helguera y el teniente coronel Emidio Salvigni. El general victorioso de aquella jornada, Manuel Belgrano sería el padrino de la ceremonia.
De su segundo matrimonio nacieron José Ignacio Garmendia y Alurralde (1788-1864), colaborador de Bernardino Rivadavia, y Pedro Garmendia Alurralde (1794-1865), gobernador  por 40 días de Tucumán.